# باشگاه فوتبال فوئنلابرادا
باشگاه فوتبال فوئنلابرادا (اسپانیایی: CF Fuenlabrada‎) باشگاه فوتبالی است که در شهر فوئنلابرادا قرار دارد و در سال ۱۹۷۵ تأسیس شده‌است.
این باشگاه هم‌اکنون در لا لیگا ۲ بازی می‌کند. (فصل ۲۰–۲۰۱۹)